# Choré
Choré − miasto paragwajskie leżące w departamencie San Pedro. Według spisu z roku 2002 liczyło 35950 mieszkańców.
Miasto jest siedzibą klubu piłkarskiego Choré Central.